# Hans-Ulrich Geschke
Hans-Ulrich Geschke, né le 16 mai 1907 à Francfort sur l'Oder et mort probablement en 1944 ou 1945 (déclaré mort en 1959), est un juriste allemand, fonctionnaire de la Gestapo, oberführer de la SS et auteur de crimes de guerre, impliqué dans la Shoah des Juifs hongrois.

## Biographie
Après l'école, il étudie le droit aux universités de Tübingen, Berlin puis Göttingen où il obtient son doctorat en 1931.
Il est membre du NSDAP (numéro 945 891). De février 1935 à 1938, il est chef du bureau de police de l'État de Kiel, puis du bureau de la Staatspolizei à Sarrebruck. Après la « destruction du reste de la Tchéquie », Geschke est muté au Protectorat de Bohême-Moravie à Prague où il devient chef de la Gestapo. Il y est promu Oberregierungsrat en 1941. Dès la fin 1941, sous son mandat à la Gestapo, les signes s'accumulent que des actions de résistance contre les occupants allemands et contre Reinhard Heydrich, nommé en octobre 1941, sont en préparation. En mars 1942, lors d'un contrôle de routine, un homme est arrêté et avoue après des jours de torture avoir voulu assassiner Heydrich. Un élément similaire figure dans un rapport du Sicherheitsdienst du 18 Avril 1942. Malgré ces avertissements, il n'y a pas de renforcement des mesures de sécurité. Après l'attentat réussi sur Heydrich, le chef de police Kurt Daluege ordonne des mesures spécifiques et Geschke lance les recherches à grande échelle. Plus de 500 personnes sont arrêtées les jours qui suivent, mais elles n'ont rien à voir avec l'attentat et aucune information utilisable n'est obtenue. En septembre 1942, Ernst Gerke (de) succède à Geschke à la tête de la Gestapo de Prague.
Dès l'automne 1942, Geschke est inspecteur de la Sûreté et du SD à Posen, puis à Dresde. En mars 1944, il est nommé à Budapest commandant de la police de sécurité et du SD (BdS) sous les ordres du SS Obergruppenfuhrer Otto Winkelmann. Hiérarchiquement, il est le supérieur du commandement Eichmann, cependant Eichmann et ses comparses du Judenreferat" IV B 4 du Reichssicherheitshauptamt opèrent en grande partie sans en référer à lui. A l'aide de l'annuaire téléphonique de Budapest, il fait identifier 200 noms à consonance « juive suspecte », si possible avec des diplômes de doctorat. Ces personnes - pour la plupart des médecins et des avocats - sont immédiatement arrêtées et, dans la soirée, il annonce l'arrestation d'un total de 2 000 hauts fonctionnaires de la communauté juive hongroise.
Hans-Ulrich Geschke n'est pas retrouvé après la guerre, et est déclaré mort en 1959 par le parquet général de Francfort-sur-le-Main (4 Js 1017/59 OStA Ffm). Il est communément admis qu'il a disparu lors de la bataille de Budapest.